# Andrea Glass
Pour les articles homonymes, voir Glass.
Andrea Glass, née le 17 juillet 1976 à Darmstadt, est une joueuse de tennis allemande, professionnelle entre 1993 et 2002.

## Carrière
Durant sa période chez les juniors, elle a notamment atteint les demi-finales à Wimbledon en 1992, ainsi que la finale à l'Open d'Australie en 1993.
Ses débuts sur le circuit WTA en 1996 marquent son entrée dans le top 100. Son meilleur résultat en simple est un quart de finale dans un tournoi WTA. Elle a également atteint plusieurs finales sur le circuit ITF sans en remporter une seule. En double, elle a remporté trois tournois en 2002.
Elle compte parmi ses principales victoires des succès sur : Barbara Paulus (20e), Arantxa Sánchez Vicario (5e) et Conchita Martinez (9e) en 1998, Silvia Farina Elia (21e) en 1999 et Magüi Serna (22e) en 2001.
Elle a représenté l'Allemagne en Fed Cup entre 1998 et 2001. Elle totalise 3 victoires pour 9 défaites. En 1998, elle joue trois matchs et en remporte un contre Conchita Martinez. L'année suivante, elle permet à son équipe de retrouver le groupe mondial grâce à ses deux victoires en simple sur le Japon.

## Palmarès

### Titre en simple dames
Aucun

### Finale en simple dames
Aucune

### Titre en double dames
Aucun

### Finale en double dames
Aucune

## Parcours en Grand Chelem

### En simple dames
| Année | Open d'Australie | Open d'Australie | Internationaux de France | Internationaux de France | Wimbledon       | Wimbledon       | US Open         | US Open         |
| ----- | ---------------- | ---------------- | ------------------------ | ------------------------ | --------------- | --------------- | --------------- | --------------- |
| 1996  | -                | -                | 1er tour (1/64)          | Arantxa Sánchez          | 1er tour (1/64) | L. Courtois     | 1er tour (1/64) | Kristina Brandi |
| 1997  | -                | -                | 2e tour (1/32)           | MJ Fernández             | 2e tour (1/32)  | María Vento     | 1er tour (1/64) | María Vento     |
| 1998  | 1er tour (1/64)  | Rika Hiraki      | 1er tour (1/64)          | Joannette Kruger         | 1er tour (1/64) | Virginia Ruano  | 1er tour (1/64) | Tara Snyder     |
| 1999  | 3e tour (1/16)   | Anna Kournikova  | 2e tour (1/32)           | Cristina Torrens         | 1er tour (1/64) | Lisa Raymond    | 1er tour (1/64) | Åsa Svensson    |
| 2001  | 2e tour (1/32)   | Elena Dementieva | 2e tour (1/32)           | Dája Bedáňová            | 1er tour (1/64) | Barbara Rittner | 1er tour (1/64) | L. Davenport    |
| 2002  | 1er tour (1/64)  | Barbara Schett   | -                        | -                        | -               | -               | -               | -               |

À droite du résultat, l’ultime adversaire.

### En double dames
| Année | Open d'Australie              | Open d'Australie           | Internationaux de France    | Internationaux de France  | Wimbledon                   | Wimbledon                | US Open                       | US Open                   |
| ----- | ----------------------------- | -------------------------- | --------------------------- | ------------------------- | --------------------------- | ------------------------ | ----------------------------- | ------------------------- |
| 2000  | -                             | -                          | -                           | -                         | -                           | -                        | 1er tour (1/32) A. Bachmann   | Marissa Irvin Meilen Tu   |
| 2001  | 1er tour (1/32) Bianka Lamade | Alice Canepa Maja Matevžič | 1er tour (1/32) Tina Pisnik | Amy Frazier K. Schlukebir | 1er tour (1/32) R. Dragomir | Jelena Dokić C. Martínez | 2e tour (1/16) Weingärtner    | S. Williams V. Williams   |
| 2002  | -                             | -                          | -                           | -                         | -                           | -                        | 1er tour (1/32) K. Hrdličková | S. Kuznetsova de los Ríos |
| 2003  | 1er tour (1/32) Weingärtner   | N. Dechy Émilie Loit       | -                           | -                         | -                           | -                        | -                             | -                         |

Sous le résultat, la partenaire ; à droite, l’ultime équipe adverse.

### En double mixte
N'a jamais participé à un tableau final.

## Parcours en Fed Cup
| #                                                                     | Date       | Lieu       | Surface         | Gagnante(s)                      | Perdante(s)                 | Score          |          |
|                                                                       |            |            |                 |                                  |                             |                |          |
| 1998 - 1/4 de finale (groupe mondial) - Allemagne - Espagne - 2 : 3   |            |            |                 |                                  |                             |                |          |
| 1                                                                     | 18/04/1998 | Sarrebruck | Moquette (int.) | Magüi Serna                      | Andrea Glass                | 6-3, 6-73, 6-3 | Parcours |
| 1                                                                     | 18/04/1998 | Sarrebruck | Moquette (int.) | Andrea Glass                     | Conchita Martínez           | 3-6, 6-3, 6-2  | Parcours |
| 1                                                                     | 18/04/1998 | Sarrebruck | Moquette (int.) | Conchita Martínez Magüi Serna    | Andrea Glass Wiltrud Probst | 6-4, 7-65      | Parcours |
|                                                                       |            |            |                 |                                  |                             |                |          |
| 1998 - Barrage (groupe mondial I) - Russie - Allemagne - 4 : 1        |            |            |                 |                                  |                             |                |          |
| 2                                                                     | 25/07/1998 | Moscou     | Dur (int.)      | Tatiana Panova                   | Andrea Glass                | 6-3, 6-1       | Parcours |
| 2                                                                     | 25/07/1998 | Moscou     | Dur (int.)      | Elena Makarova                   | Andrea Glass                | 6-4, 6-1       | Parcours |
|                                                                       |            |            |                 |                                  |                             |                |          |
| 1999 - 1/4 de finale (groupe mondial II) - Allemagne - Japon - 3 : 2  |            |            |                 |                                  |                             |                |          |
| 3                                                                     | 24/04/1999 | Hambourg   | Terre (ext.)    | Andrea Glass                     | Miho Saeki                  | 6-3, 6-4       | Parcours |
| 3                                                                     | 24/04/1999 | Hambourg   | Terre (ext.)    | Andrea Glass                     | Shinobu Asagoe              | 6-4, 6-3       | Parcours |
| 3                                                                     | 24/04/1999 | Hambourg   | Terre (ext.)    | Shinobu Asagoe Saori Obata       | Andrea Glass Jana Kandarr   | 3-6, 7-5, 6-4  | Parcours |
|                                                                       |            |            |                 |                                  |                             |                |          |
| 2000 - Round robin (groupe mondial) - Croatie - Allemagne - 1 : 2     |            |            |                 |                                  |                             |                |          |
| 4                                                                     | 27/04/2000 | Bari       | Terre (ext.)    | Jelena Kostanić                  | Andrea Glass                | 6-79, 6-1, 6-3 | Parcours |
|                                                                       |            |            |                 |                                  |                             |                |          |
| 2000 - Round robin (groupe mondial) - Espagne - Allemagne - 2 : 1     |            |            |                 |                                  |                             |                |          |
| 5                                                                     | 29/04/2000 | Bari       | Terre (ext.)    | Arantxa Sánchez                  | Andrea Glass                | 6-3, 6-3       | Parcours |
|                                                                       |            |            |                 |                                  |                             |                |          |
| 2000 - Round robin (groupe mondial) - Italie - Allemagne - 1 : 2      |            |            |                 |                                  |                             |                |          |
| 6                                                                     | 30/04/2000 | Bari       | Terre (ext.)    | Tathiana Garbin                  | Andrea Glass                | 6-2, 6-3       | Parcours |
|                                                                       |            |            |                 |                                  |                             |                |          |
| 2001 - 1/4 de finale (groupe mondial) - Allemagne - Argentine - 1 : 4 |            |            |                 |                                  |                             |                |          |
| 7                                                                     | 21/07/2001 | Hambourg   | Terre (ext.)    | Clarisa Fernández Laura Montalvo | Andrea Glass Bianka Lamade  | 6-4, 5-7, 6-2  | Parcours |

## Classements WTA

### Classements en simple en fin de saison
| Année | 1990 | 1991 | 1992 | 1993 | 1994 | 1995 | 1996 | 1997 | 1998 | 1999 | 2000 | 2001 | 2002 |
| Rang  | 784  | 525  | 300  | 337  | 305  | 154  | 104  | 92   | 81   | 78   | 131  | 105  | 241  |

Source : (en) « Classements de Andrea Glass », sur le site officiel du WTA Tour

### Classements en double en fin de saison
| Année | 1991 | 1992 | 1993 | 1994 | 1995 | 1996 | 1997 | 1998 | 1999 | 2000 | 2001 | 2002 |
| Rang  | 552  | -    | 417  | -    | 565  | 210  | 661  | 892  | 85   | 85   | 194  | 116  |

Source : (en) « Classements de Andrea Glass », sur le site officiel du WTA Tour